# بول لو مات
بول لو مات (بالإنجليزية: Paul Le Mat) هو ممثل أمريكي، ولد في 22 سبتمبر 1945 في الولايات المتحدة.

## أعمال

### أفلام
- (1973) زخرفة أمريكية[2][3][4]
- (1980) ملفن وهاورد

## وصلات خارجية
- بول لو مات على موقع IMDb (الإنجليزية)
- بول لو مات على موقع ألو سيني (الفرنسية)
- بول لو مات على موقع تيرنر كلاسيك موفيز (الإنجليزية)
- بول لو مات على موقع إن إن دي بي (الإنجليزية)
- بول لو مات على موقع قاعدة بيانات الفيلم (الإنجليزية)